# Ficus johannis
Ficus johannis là một loài thực vật có hoa trong họ Moraceae. Loài này được Boiss. mô tả khoa học đầu tiên năm 1846.